# Гвардеец-5 (бронежилет)

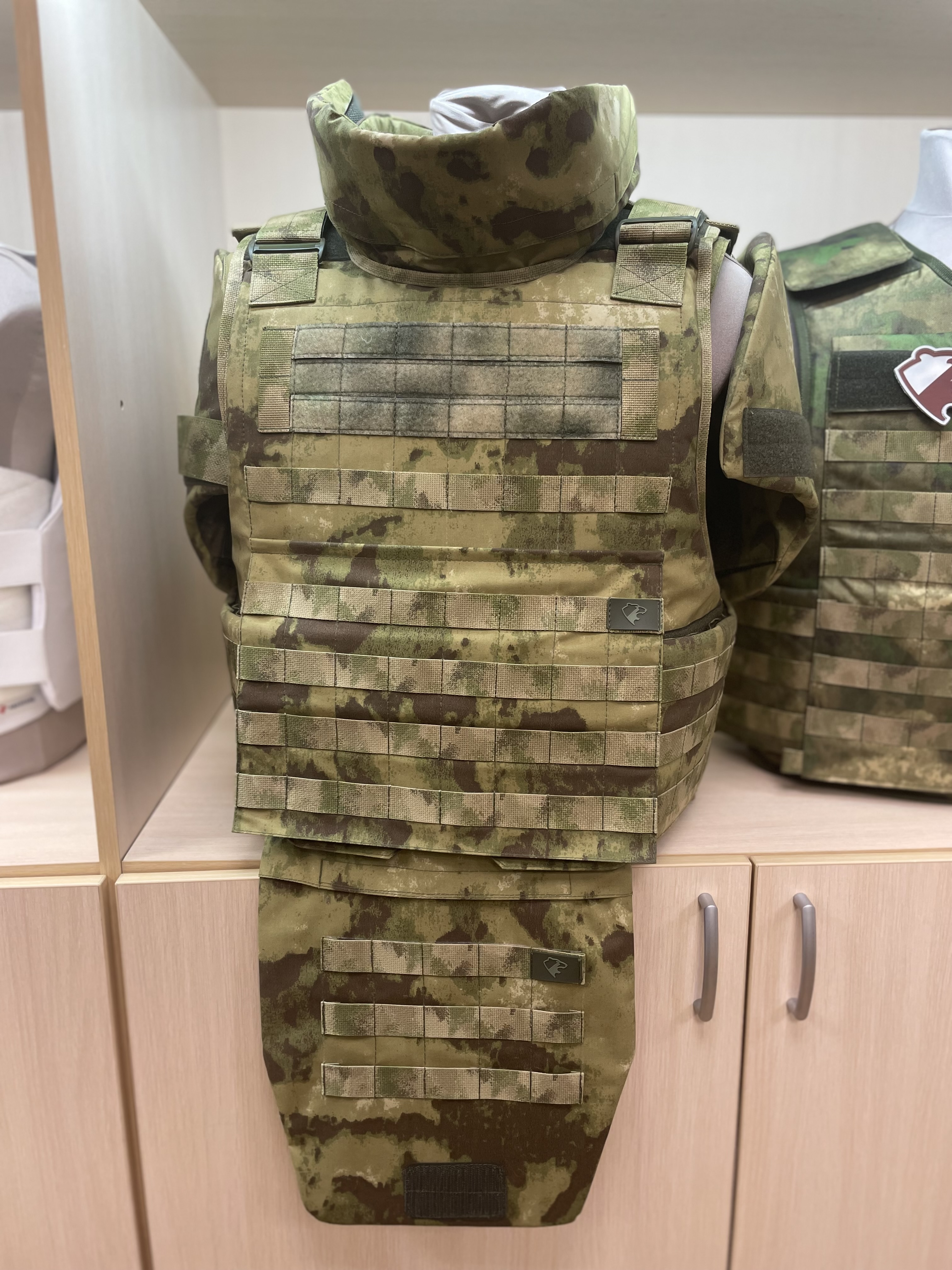

«Гвардеец-5» — средство индивидуальной защиты военнослужащих, штурмовой бронежилет наружного ношения, разработанный российским предприятием «Авангард».

## Характеристики
Является аналогом модели 6Б43, входящей в состав экипировки «Ратник» Вооружённых Сил Российской Федерации.
Относится к классам защиты (по ГОСТ 34286-2017) Бр5, Бр1, С2. За защиту отвечают бронеэлементы, созданные на основе арамидной ткани (кевлар) и керамических композитных материалов. Масса бронежилета в базовой комплектации – 12,5 кг. Имеет такие дополнительные элементы, как ворот, наплечники и фартук, которые защищают от осколков и пуль по классу Бр1 и С2. Также в комплект входит система климатических амортизационных подпор (КАП).
Имеет пять цветовых вариантов исполнения чехла: камуфляжный рисунок мох, мультикам, чёрный, оливковый и синий. Производится в двух размерах: 1-й (48-62) и 2-й (60-70).
По данным производителя, защищает от следующих типов оружия:
- Автомат Калашникова (АК-74)
- Автомат Калашникова модернизированный (АКМ)
- Снайперская винтовка Драгунова (СВД)
- Осколки со скоростями до 550 м/с

В декабре 2022 года «Гвардеец-5» был внесён Федеральной службой по аккредитации в Единый реестр сертификатов соответствия и деклараций о соответствии.